# Gran Premio motociclistico di Andalusia
Il Gran Premio motociclistico di Andalusia è stato una delle prove del motomondiale 2020. A causa della pandemia di COVID-19, la FIM ha modificato il calendario originale previsto per la stagione 2020, cancellando alcune tappe, posticipandone altre e inserendone alcune nuove (come il Gran Premio di Stiria con sede al circuito del Red Bull Ring il 23 agosto, il Gran Premio dell'Emilia Romagna e della Riviera di Rimini sul circuito di Misano Adriatico il 20 settembre, il Gran Premio di Teruel con sede al circuito di Aragón il 25 ottobre e il Gran Premio d'Europa, che ritorna in calendario dopo 25 anni, con sede al circuito di Valencia l'8 novembre). La gara si è svolta il 26 luglio 2020 sul circuito di Jerez de la Frontera, una settimana dopo il Gran Premio di Spagna.

## Risultati del Gran Premio
| Anno | Circuito | Moto3                  | Moto2                   | MotoGP                    | MotoE                         | Resoconto |
| ---- | -------- | ---------------------- | ----------------------- | ------------------------- | ----------------------------- | --------- |
| 2020 | Jerez    | Tatsuki Suzuki (Honda) | Enea Bastianini (Kalex) | Fabio Quartararo (Yamaha) | Dominique Aegerter (Energica) | Resoconto |